# Liste der Baudenkmale in Borkow
In der Liste der Baudenkmale in Borkow sind alle Baudenkmale der Gemeinde Borkow (Landkreis Ludwigslust-Parchim) und ihrer Ortsteile aufgelistet (Stand: Januar 2021).

## Borkow
| ID | Lage                | Bezeichnung            | Beschreibung | Bild                   |
| -- | ------------------- | ---------------------- | --- | ---------------------- |
|    | Hauptstraße (Karte) | Bahnhof                | 1/2-gesch. Bahnhof von nach 1887 an der Bahnstrecke Wismar–Karow. | Bahnhof                |
|    | Hauptstraße         | Meilenstein            | |                        |
|    | Hof 8 (Karte)       | Gutshaus               | Klassizistischer oder barocker, 1-gesch. 13-achsiger Putzbau von um 1800 oder von 1700–1720 mit Mansarddach und Mittelrisalit mit Säulenportal; Gutsbesitzer u. a. die Familien von Levetzow, Eggers, von Tiedemann und von Campe; ab 1997 sieben sanierte Ferienwohnungen. Das Gut war 1583 Lehngut des Klosters Dobbertin | Gutshaus               |
|    | (Karte)             | Kapelle                | Kleiner turmloser Backsteinbau als Filialkirche, wohl Mitte des 15. Jh. aus der Renaissance mit halbrundem Chor und freistehendem Glockenstuhl. | Kapelle                |
|    |                     | Kriegerdenkmal 1914/18 | | Kriegerdenkmal 1914/18 |

## Rothen
| ID | Lage                   | Bezeichnung         | Beschreibung | Bild                |
| -- | ---------------------- | ------------------- | --- | ------------------- |
|    | Kastanienweg (Karte)   | Gutshaus mit Park   | 2-gesch., 10-achsiger Putzbau für Friedrich Fabricius um 1850 mit Säulenportal und Seitenflügel, 1926 Umbau zur heutigen Form, nach 1945 Wohnhaus, Jugendclub, Konsum und Poststelle, nach 1997 und 2004 Umbau für Privat- und Ferienwohnungen | Gutshaus mit Park   |
|    | Kastanienweg           | Stallscheune        | | Stallscheune        |
|    | Kastanienweg 8 (Karte) | Stall (Pferdestall) | | Stall (Pferdestall) |

## Woserin
| ID | Lage                   | Bezeichnung       | Beschreibung | Bild              |
| -- | ---------------------- | ----------------- | --- | ----------------- |
|    | Am See 3 (Karte)       | Gutshaus mit Park | eingeschossiger Putzbau von um 1750 mit zweigeschossigem Mittelrisalit und Mansarddach; Gutsbesitz der Familien von Halberstadt und von Bülow; nach 1945 Erholungsheim bzw. Ferienhaus | Gutshaus mit Park |
|    | (Karte)                | Kirche            | Frühgotische Feldsteinkirche aus dem 13. Jahrhundert (1234) mit dreistufigem Aufbau aus eingezogenem kreuzrippengewölbten Chor und Langhaus sowie späterem Westturm mit Satteldach; runde Fenstergruppen; Sanierung in den 1990er Jahren; Jagdmotive verweisen auf den Schutzpatron der Jagd, den heiligen Hubertus | Kirche            |
|    | Lindenstraße 5 (Karte) | Pfarrhaus         | |                   |

## Ehemalige Denkmale

### Woserin
| ID | Lage         | Bezeichnung                                                     | Beschreibung | Bild |
| -- | ------------ | --------------------------------------------------------------- | ------------ | ---- |
|    | Lindenstraße | Kopfsteinpflaster-Straße vom Pfarrhaus bis zum Abzweig Gutshaus |              |      |